# سیگور ایبسن
سیگور ایبسن (انگلیسی: Sigurd Ibsen; ۲۳ دسامبر ۱۸۵۹ – ۱۳ آوریل ۱۹۳۰) سیاستمدار، وکیل، روزنامه‌نگار و نویسنده اهل نروژ بود.
او نخست‌وزیر نروژ در استکهلم از ۱۹۰۳ تا ۱۹۰۵ بود.

## پیشینه
سیگور ایبسن، پسر هنریک ایبسن بود و همراه پدرش در آلمان و ایتالیا بزرگ شد. در ایتالیا در رشته حقوق تحصیل کرد و در سال ۱۸۸۲م، در رم فارغ‌التحصیل شد و به استادی در رشته حقوق رسید. بعدها در سال۱۸۹۲م، با دختر بیورنستیرنه بیورنسون ازدواج کرد و سال بعد، ثمره این ازدواج تانکرد ایبسن بود که بعدها به عنوان یک کارگردان و فیلم‌نامه‌نویس، به شهرت رسید.
سیگور ایبسن، بین سالهای ۱۸۹۰ تا ۱۸۹۹م، در اسلو زندگی می‌کرد. در این دوره، از جمله با یکی از روزنامه‌های پایتخت در آن زمان همکاری نزدیک، در سطح سردبیری داشت. ضمن آنکه مابقی وقت را صرف امور ادبی و تخصصی در رشته حقوق می‌کرد. وی همچنین در طول این سالها، چندین رساله درحوزه علوم سیاسی منتشر کرد. نیروهای قابل توجهی در کار بود تا در دانشگاه اسلو، یک کرسی استادی، خارج از روال عادی، برای سیگور ایبسن، منظور شود. اما به هر دلیل، این تلاشها موفق نشد و سیگور، به مقام استادی در دانشگاه اسلو نرسید. بعدها وی بار دیگر به حرفه نویسندگی بازگشت و اینبار در حوزه فلسفه و شعر مطالبی منتشر کرد.
 اما سیگور ایبسن، بیشتر به خاطر تلاش‌هایش در راه ایجاد سازمان نروژی، در دستگاه دولتی سوئد-نروژ به منظور ارائه خدمات مربوط به امور خارجی خاص نروژ، به یاد آورده می‌شود. در سال ۱۸۸۴م، وی به استخدام دفتر کنسولگری، در وزارت کشور سوئد-نروژ درآمد و بین سالهای ۱۸۸۵ تا ۱۸۸۹م، در بخش امور خارجی دولت سوئد-نروژ، در استکهلم، واشینگتن و وین شاغل بود.
در سال ۱۸۹۹م، سیگور ایبسن، رئیس بخش مأموریت‌های خارجی، در وزارت کشور شد و در سال ۱۹۰۲م، عضو دومین دورهٔ کمیتهٔ کنسولگری بود. همچنین وی، از تاریخ ۲۱ آوریل ۱۹۰۲ تا ۲۱ اکتبر ۱۹۰۳م، در کابینهٔ دولت اوتو بلهر، عضویت داشت. سپس وی تا تاریخ ۱۱ ماه مارس سال ۱۹۰۵م، در دولت ائتلافی فرانسیس هاگروپ، سمت نخست‌وزیر نروژ، در استکهلم را بر عهده داشت. سیگور ایبسن، به شدت با سیاست‌هایی که در سال ۱۹۰۵م، منجر به انحلال اتحاد نروژ-سوئد و خروج نروژ از ین اتحادیه شد مخالف بود و مذاکرات مستقیم با سوئد را توصیه می‌کرد. وی، از سال ۱۹۰۶م، یکی از اعضای هیئت قضات در دادگاه بین‌المللی لاهه بود.
 در نروژ، بسیاری سیگور ایبسن را به عنوان پدر وزارت امور خارجه نروژ می‌شناسند.